# Процесс Миллера
Процесс Миллера — представляет собой химическую операцию промышленного масштаба, проводимую для очистки золота до высокой степени чистоты (99,95 %).
Был изобретён Фрэнсисом Бойером Миллером и запатентован в 1867 году. Процесс включает выдувание потока чистого газообразного хлора над и через тигель, заполненный расплавленным, но «грязным» золотом. Вследствие химических процессов золото очищается, так как все другие элементы будут образовывать хлориды и затем могут быть удалены как соли, нерастворимые в расплавленном металле.
Когда все примеси из золота удалены (это можно видеть по изменению цвета пламени), оно обрабатывается способом, который требуется для продажи или дальнейшего использования. Полученное золото имеет чистоту 99,95 % и чуть менее чистое, чем золото, полученное способом очистки, известным как процесс Вулвилла (Wohlwill process), который обеспечивает чистоту золота до 99,999 %.
Процесс Вулвилла обычно используется для производства золота высокой чистоты, например, необходимого в электронике и производстве некоторых силикатов. Когда золото высокой чистоты не требуется, переработчики часто используют процесс Миллера из-за его относительной легкости, более быстрого периода оборота и потому, что он не связывает большое количество золота в виде хлорауриновой кислоты, которую процесс Вулвилла (Wohlwill) постоянно требует для электролита.